# 超級機器人大戰W
《超級機器人大戰W》是萬普（即現在的南夢宮萬代遊戲）於2007年3月在Nintendo DS（NDS）上發售的超級機器人大戰系列遊戲。簡稱「機戰W」「SRWW」。

## 概要
本作是Nintendo DS上第一款超級機器人大戰系列作品，亦是超級機器人大戰系列第40個作品。標題的「W」，是指NDS的雙液晶畫面（Double Screen (Display)）及由前後2部構成的劇情而得名。全55話/64關。
遊戲的故事劇情採用前後兩部的方式構成，以呈現出時間流逝的感受，也因此角色會增加許多。
基本的系統都繼承自Game Boy Advance（GBA）版，部份戰鬥畫面以GBA《超級機器人大戰J》為基礎加以強化，雙液晶畫面加上輕觸式螢幕和更高性能的硬件使得本作有更好的演出。BGM和效果音並非沿用GBA版，而是全部重新錄製的。
遊戲支援NDS的觸控操作與雙螢幕輔助資訊顯示，但玩家仍可使用十字鈕等傳統操作方式遊玩。

## 參戰作品

### 一覽
★標誌為系列作初參戰作品、☆標誌為在攜帶機中的初參戰作品。
- ☆勇者王我王凱牙（勇者王ガオガイガー）
- ☆勇者王我王凱牙 FINAL（勇者王ガオガイガーFINAL）
- 驚爆危機（フルメタル・パニック!）
- 驚爆危機？校園篇（フルメタル・パニック? ふもっふ）
- ★驚爆危機！The Second Raid（フルメタル・パニック! The Second Raid）
- 機動戰艦撫子（機動戦艦ナデシコ）
- 劇場版 機動戰艦撫子 -The prince of darkness-（劇場版 機動戦艦ナデシコ -The prince of darkness-）
- 新機動戰記GUNDAM W 無盡的華爾茲（新機動戦記ガンダムW Endless Waltz）
- 機動戰士GUNDAM SEED（機動戦士ガンダムSEED）
- ★機動戰士GUNDAM SEED ASTRAY（機動戦士ガンダムSEED ASTRAY）
- ★機動戰士GUNDAM SEED X ASTRAY（機動戦士ガンダムSEED X ASTRAY）
- 宇宙騎士BLADE（宇宙の騎士テッカマンブレード）
- ★宇宙騎士BLADE II（宇宙の騎士テッカマンブレードII）
- ★風暴戰士ORGUN（デトネイター・オーガン）
- 魔神凱撒（マジンカイザー）
- 魔神凱撒 死鬥！暗黑大將軍（マジンカイザー 死闘!暗黒大将軍）
- 蓋特機器人G（ゲッターロボG）
- 真·蓋特機器人（原作漫畫版）（日语：真ゲッターロボ）
- ★百獸王（百獣王ゴライオン）

### 解說
除原創外共19個作品。系列初參戰有《機動戰士GUNDAM SEED ASTRAY》、《機動戰士GUNDAM SEED X ASTRAY》、《宇宙騎士BLADE Ⅱ》、《風暴戰士ORGUN》、《百獸王》、《驚爆危機！The Second Raid》。攜帶機中初參戰有《勇者王我王凱牙》、《勇者王我王凱牙 FINAL》。另外，《勇者王我王凱牙 FINAL》方面部份BGM及設定源自《勇者王我王凱牙 FINAL GRAND GLORIOUS GATHERING》。
關於版權作品中，首次沒有任何富野由悠季的作品登場。甚至沒有長浜浪漫機器人系列登場，是自《超級機器人大戰EX》以來約13年首次。另外昭和時代制作的作品就只有《百獸王》和《蓋特機器人G》。
《機動戰艦撫子》中登場的大豪寺凱沒有在《劇場版 機動戰艦撫子》登場，本作特意为大豪寺凯专门设计了剧场版风格造型的人物和机体。
《蓋特機器人G》只有我方主要角色登場，沒有敵對機体與組織登場。另外，真·蓋特機器人雖出自《真·蓋特機器人（原作漫畫版）》，但設計則是用《真蓋特機器人 世界最後之日》。
《無敵鐵金剛凱撒》雖然是OVA版本，但是能夠使出《無敵鐵金剛凱撒（原創版）》版本獨有的武裝「凱撒新星」（カイザーノヴァ）。

### 封面登場機體
- 魔神凱撒（魔神凱撒、魔神凱撒 死鬥！暗黑大將軍）
- 百獸王（百獸王）
- MBF-P02 迷惘GUNDAM紅色機（機動戰士GUNDAM SEED ASTRAY）
- ORGUN（風暴戰士ORGUN）
- GaoGaiGar（勇者王我王凱牙）
- Blaster Tekkaman Blade（宇宙騎士BLADE）
- ARX-7 強弩兵（驚爆危機系列）
- 黑百合（劇場版 機動戰艦撫子 -The prince of darkness-）

## 工作人員
執行・製作人
灘俊宏
鈴木克寛
製作人
寺田貴信
宇田歩
じっぱひとからげ
菊池博
總監
赤羽仁
原創機體設計
柳瀬敬之
大輪充
國島宣弘
露木篤史
田村紀夫
原創人物設計
糸井美帆
歌津義明
編劇
邦仲人
神奈柴太
千住京太郎
Cut-in原畫協力
大張正己
作曲
末村謙之輔
青木紀
音樂製作
Studio PJ co,. Ltd

## 註解
1. ↑  《週刊Fami通》No.944 2007年1月19日號
2. ↑  即、三部作品加上。
3. ↑  長浜浪漫機器人系列自初參戰的《第3次超級機器人大戰》以來，《超級機器人大戰EX》以外全部作品都有登場。

## 外部連結
- 超級機器人大戰W 官方網站 （页面存档备份，存于）
- 任天堂主頁 超級機器人大戰W 介紹頁面 （页面存档备份，存于）